# Guadalmansa
El Guadalmansa (en árabe, río del molino de aceite) es un río de la provincia de Málaga, España. 
En tiempos romanos era llamado Flumen Salduba. Tiene una longitud de 24 km y una cuenca de 59 km².

## Curso
Nace en la vertiente sur de la loma de La Hiedra, en la Serranía de Ronda, sirviendo de límite de separación a los términos de Faraján y Pujerra, penetrando seguidamente en el término de Benahavís que recorre de norte a sur en su parte occidental.
Recibe un afluente por la izquierda, que es el río Hinaharros, que pasa por las ruinas del molino que da nombre al río, marchando también encajado en su parte superior y en un valle más ancho en su parte inferior que tiene un aspecto pintoresco. Penetra después en término de Estepona, desembocando finalmente en el Mediterráneo, por lo que forma parte de la demarcación hidrográfica de las cuencas mediterráneas de Andalucía. Tiene una longitud de 24,4 km, con dos tramoscaracterísticos: el tramo alto, de 9,6 km y una pendiente del 6% se sitúa por encima de la cota 400m. El tramo inferior de 14,8 km tiene una pendiente media del 2,7%.
Aguas arriba el caudal se deriva al embalse de la Concepción mediante el trasvase Guadalmansa-Guadalmina-Guadaiza.

## Flora y fauna
El curso bajo del río Guadalmansa y el de los ríos vecinos de Guadaiza, Guadalmina, Verde, Castor,Padrón y arroyo de la Cala han sido declarados Zona de Especial Conservación por la presencia de importantes hábitats naturales así como por su función esencial de corredores ecológicos uniendo diversos espacios protegidos red Natura 2000 y poniendo en encontacto diferentes ecosistemas, contribuyendo de esta manera a la conectividad de esta red ecológica y su coherencia.
Las especies de fauna presentes en el río son las características de la zonas de ribera, como la nutria, el galápago leproso, la boga del Guadiana, el cangrejo de río, la araña negra de los alcornocales y otras especies de peces comunes y diferentes anfibios como el sapillo pintojo meridional o la salamandra y aves como el martín pescador, el mirlo acuático y el águila perdicera.